# 奈良県にある建造物の重要文化財一覧
奈良県にある建造物の重要文化財一覧（ならけんにあるけんぞうぶつのじゅうようぶんかざいいちらん）は、重要文化財の建造物のうち、奈良県にあるものの一覧である。
文化財保護法では重要文化財は大きく「建造物」と「美術工芸品」の2つの部に分かれているが、本記事では建造物のみを扱う。なお、重要文化財のうち特に価値の高いものは国宝に指定されている。文化財保護法の規定では、国宝は重要文化財指定物件のうちから指定することとされている（同法第27条第2項）。

## 奈良市

### 東大寺と周辺
- 正倉院正倉〔奈良市雑司町〕 - 国宝（所有者は日本国（宮内庁））
- 東大寺大湯屋（とうだいじおおゆや）〔奈良市雑司町〕
- 東大寺開山堂- 国宝
- 東大寺廻廊 2棟
- 東大寺勧進所経庫
- 東大寺五輪塔〔奈良市川上町〕
- 東大寺金堂（大仏殿） - 国宝
- 東大寺三昧堂（四月堂）
- 東大寺鐘楼 - 国宝
- 東大寺中門
- 東大寺転害門（とうだいじてがいもん） - 国宝
- 東大寺東西楽門 2棟
- 東大寺南大門 - 国宝
- 東大寺二月堂 - 国宝
- 東大寺二月堂閼伽井屋（若狭井屋）（とうだいじにがつどうあかいや（わかさいや））
- 東大寺二月堂参籠所
- 東大寺二月堂仏餉屋（御供所）（とうだいじにがつどうぶっしょうのや）
- 東大寺念仏堂
- 東大寺法華堂 - 国宝
- 東大寺法華堂北門
- 東大寺法華堂経庫
- 東大寺法華堂手水屋（とうだいじほっけどうちょうずや）
- 東大寺本坊経庫 - 国宝
- 手向山神社境内社住吉神社本殿（たむけやまじんじゃけいだいしゃすみよしじんじゃほんでん）〔奈良市雑司町〕
- 手向山神社宝庫

### 奈良市その他
- 秋篠寺本堂〔奈良市秋篠町〕 - 国宝
- 今西家書院〔奈良市福智院町〕
- 宇奈多理座高御魂神社本殿（うなたりにいますたかみむすびじんじゃほんでん）〔奈良市法華寺町〕
- 圓成寺（えんじょうじ） 2棟〔奈良市忍辱山町〕 - 国宝
  - 春日堂
  - 白山堂
- 圓成寺宇賀神本殿（えんじょうじうがじんほんでん）
- 圓成寺五輪塔
- 圓成寺本堂
- 圓成寺楼門
- 海竜王寺経蔵〔奈良市法華寺町〕
- 海竜王寺五重小塔 - 国宝
- 海竜王寺西金堂
- 春日大社摂社若宮神社 4棟〔奈良市春日野町〕 - 明細は春日大社参照
- 春日大社本社 27棟 - 一部国宝、明細は春日大社参照
  - 本殿4棟 - 国宝
  - （ほか23棟） - 明細は春日大社参照
- 元興寺極楽坊五重小塔〔奈良市中院町〕 - 国宝
- 元興寺極楽坊禅室 - 国宝
- 元興寺極楽坊東門
- 元興寺極楽坊本堂 - 国宝
- 喜光寺本堂〔奈良市菅原町〕
- 旧一乗院 2棟〔奈良市五条町〕 - 唐招提寺参照
  - 宸殿
  - 殿上及び玄関
- 菊家家住宅（奈良県添上郡月ヶ瀬村）（きくやけじゅうたく）〔奈良市月ケ瀬桃香野〕
- 旧春日大社板倉（円窓）〔奈良市高畑町山ノ上〕（奈良県所有）
- 旧帝国奈良博物館本館〔奈良市登大路町〕 - 奈良国立博物館なら仏像館
- 旧奈良監獄 17棟、土地 - 明細は奈良少年刑務所参照
- 旧奈良県物産陳列所〔奈良市春日野町〕 - 奈良国立博物館仏教美術資料研究センター
- 興福寺大湯屋（こうふくじおおゆや）〔奈良市登大路町〕
- 興福寺五重塔- 国宝
- 興福寺三重塔 - 国宝
- 興福寺東金堂（こうふくじとうこんどう） - 国宝
- 興福寺南円堂
- 興福寺北円堂 - 国宝
- 興福院客殿（こんぶいんきゃくでん）〔奈良市法蓮町〕
- 西大寺本堂〔奈良市西大寺芝町〕
- 十輪院石仏龕（じゅうりんいんせきぶつがん）〔奈良市十輪院町〕
- 十輪院南門
- 十輪院本堂 - 国宝
- 十六所神社 3棟〔奈良市中町〕 - 霊山寺 (奈良市)参照
  - 本殿
  - 境内社住吉神社本殿
  - 境内社龍王神社本殿
- 正暦寺福寿院〔奈良市菩提山町〕
- 新薬師寺地蔵堂〔奈良市高畑町〕
- 新薬師寺鐘楼
- 新薬師寺東門
- 新薬師寺本堂 - 国宝
- 新薬師寺南門
- 崇道天皇社本殿（すどうてんのうしゃほんでん）〔奈良市西紀寺町〕
- 添御縣坐神社本殿（そうのみあがたにいますじんじゃほんでん）〔奈良市三碓町〕
- 都祁水分神社本殿（つげみくまりじんじゃほんでん）〔奈良市都祁村〕
- 傳香寺本堂〔奈良市小川町〕
- 唐招提寺経蔵〔奈良市五条町〕 - 国宝
- 唐招提寺講堂 - 国宝
- 唐招提寺鼓楼 - 国宝
- 唐招提寺金堂- 国宝
- 唐招提寺宝蔵 - 国宝
- 唐招提寺礼堂（とうしょうだいじらいどう）
- 長尾神社本殿〔奈良市阪原町〕
- 奈良女子大学（旧奈良女子高等師範学校） 2棟〔奈良市北魚屋東町〕 
  - 旧本館
  - 守衛室
- 南明寺本堂〔奈良市阪原町〕
- 日本聖公会奈良基督教会 2棟〔奈良市登大路町〕 - 奈良基督教会参照
  - 会堂
  - 親愛幼稚園舎
- 丹生神社本殿（にゅうじんじゃほんでん）〔奈良市丹生町〕
- 八幡神社本殿〔奈良市西大寺芝町〕
- 般若寺経蔵〔奈良市般若寺町〕
- 般若寺十三重塔
- 般若寺楼門 - 国宝
- 福智院本堂〔奈良市福智院町〕
- 藤岡家住宅（奈良県奈良市元興寺町）〔奈良市元興寺町〕
- 不退寺塔婆（多宝塔初重）〔奈良市法蓮町〕
- 不退寺南門
- 不退寺本堂
- 法華寺 3棟〔奈良市法華寺町〕 
  - 本堂
  - 南門
  - 鐘楼
- 夜支布山口神社摂社立磐神社本殿（やぎうやまぐちじんじゃせっしゃたていわじんじゃほんでん）〔奈良市大柳生町〕
- 薬師寺東院堂 - 国宝〔奈良市西ノ京町〕
- 薬師寺東塔 - 国宝
- 薬師寺南門
- 薬師寺休岡八幡神社社殿 3棟 
  - 本殿
  - 東西脇殿2棟
- 薬師寺休岡若宮社社殿（やくしじやすみがおかわかみやしゃしゃでん）
- 来迎寺宝塔〔奈良市来迎寺町〕
- 八阪神社本殿〔奈良市大慈仙町〕
- 霊山寺三重塔（りょうせんじさんじゅうのとう）〔奈良市中町〕
- 霊山寺鐘楼
- 霊山寺本堂 - 国宝
- 蓮長寺本堂〔奈良市油阪町〕

## 斑鳩町

### 法隆寺
- 北室院表門（きたむろいんおもてもん）〔生駒郡斑鳩町法隆寺山内〕 - 法隆寺参照
- 北室院本堂
- 旧富貴寺羅漢堂〔生駒郡斑鳩町法隆寺山内〕 - 法隆寺参照
- 西園院客殿〔生駒郡斑鳩町法隆寺山内〕 - 法隆寺参照
- 西園院上土門（さいおんいんあげつちもん） - 法隆寺参照
- 宗源寺四脚門（勧学院表門）〔生駒郡斑鳩町法隆寺山内〕 - 法隆寺参照
- 福園院本堂〔生駒郡斑鳩町法隆寺山内〕 - 法隆寺参照
- 寶珠院本堂〔生駒郡斑鳩町大字岡本〕 - 法隆寺参照
- 法隆寺大湯屋（ほうりゅうじおおゆや）〔生駒郡斑鳩町法隆寺山内〕
- 法隆寺大湯屋表門
- 法隆寺廻廊 2棟 - 国宝
  - 東廻廊
  - 西廻廊
- 法隆寺上御堂（上堂）（ほうりゅうじかみのみどう）
- 法隆寺北室院太子殿（ほうりゅうじきたむろいんたいしでん）
- 法隆寺経蔵 - 国宝
- 法隆寺五重塔 - 国宝
- 法隆寺綱封蔵（ほうりゅうじこうふうぞう） - 国宝
- 法隆寺金堂 - 国宝
- 法隆寺西院大垣 3棟
  - 南面
  - 東面
  - 西面
- 法隆寺西院西南隅子院築垣 2棟
- 法隆寺西院東南隅子院築垣 2棟
- 法隆寺西円堂（ほうりゅうじさいえんどう） - 国宝
- 法隆寺西園院唐門
- 法隆寺三経院及び西室（ほうりゅうじさんぎょういんおよびにしむろ）（1棟） - 国宝
- 法隆寺食堂及び細殿（ほうりゅうじじきどうおよびほそどの） 2棟 - 一部国宝
  - 食堂 - 国宝
  - 細殿
- 法隆寺地蔵堂
- 法隆寺鐘楼 - 国宝
- 法隆寺聖霊院（ほうりゅうじしょうりょういん） - 国宝
- 法隆寺新堂
- 法隆寺大講堂 - 国宝
- 法隆寺中院本堂
- 法隆寺中門 - 国宝
- 法隆寺妻室（ほうりゅうじつまむろ）
- 法隆寺東院大垣 3棟
  - 南面
  - 東面
  - 西面
- 法隆寺東院廻廊 2棟
  - 東廻廊
  - 西廻廊
- 法隆寺東院四脚門
- 法隆寺東院舎利殿及び絵殿（ほうりゅうじとういんしゃりでんおよびえでん）（1棟）
- 法隆寺東院鐘楼 - 国宝
- 法隆寺東院伝法堂 - 国宝
- 法隆寺東院南門（不明門）
- 法隆寺東院夢殿 - 国宝
- 法隆寺東院礼堂（ほうりゅうじとういんらいどう）
- 法隆寺東大門 - 国宝
- 法隆寺南大門 - 国宝
- 法隆寺東室（ほうりゅうじひがしむろ） - 国宝
- 法隆寺薬師坊庫裡（ほうりゅうじやくしぼうくり）
- 律学院本堂〔生駒郡斑鳩町法隆寺山内〕 - 法隆寺参照

### 斑鳩町その他
- 伊弉冊命神社本殿（いざなみのみことじんじゃ）〔生駒郡斑鳩町大字五百井〕
- 吉田寺多宝塔（きちでんじたほうとう）〔生駒郡斑鳩町大字小吉田〕
- 法起寺三重塔（ほうきじさんじゅうのとう）〔生駒郡斑鳩町大字岡本〕 - 国宝

## 橿原市
- 今西家住宅〔橿原市今井町〕
- 上田家住宅〔橿原市今井町〕
- 音村家住宅〔橿原市今井町〕
- 橿原神宮本殿（かしはらじんぐうほんでん）〔橿原市久米町〕
- 河合家住宅 2棟〔橿原市今井町〕
  - 主屋
  - 納屋
- 旧織田屋形 2棟〔橿原市久米町〕 - 橿原神宮参照
  - 大書院
  - 玄関
- 旧米谷家住宅（きゅうこめたにけじゅうたく） 2棟〔橿原市今井町〕
  - 主屋
  - 土蔵及び蔵前座敷
- 久米寺多宝塔〔橿原市久米町〕
- 称念寺本堂〔橿原市今井町〕
- 正蓮寺大日堂〔橿原市小綱町〕 - 入鹿神社境内
- 瑞花院本堂（ずいけいんほんどう）〔橿原市飯高町〕
- 高木家住宅〔橿原市今井町〕
- 豊田家住宅 2棟〔橿原市今井町〕
  - 主屋
  - 納屋
- 中橋家住宅〔橿原市今井町〕
- 人麿神社本殿〔橿原市地黄町〕
- 森村家住宅（奈良県橿原市新賀町） 4棟、土地〔橿原市新賀町〕
  - 主屋
  - 内蔵
  - 別座敷
  - 表門

## 宇陀市
- 宇太水分神社本殿（うだみくまりじんじゃほんでん） 3棟〔宇陀市菟田野〕 - 国宝
- 宇太水分神社末社宗像神社本殿
- 宇太水分神社末社春日神社本殿
- 大蔵寺大師堂（おおくらじだいしどう）〔宇陀市大宇陀〕
- 大蔵寺本堂
- 片岡家住宅（奈良県宇陀郡大宇陀町） 2棟〔宇陀市大宇陀〕
  - 主屋
  - 表門
- 笹岡家住宅（奈良県宇陀郡大宇陀町） 2棟〔宇陀市大宇陀〕
  - 主屋
  - 表門
- 十三重塔〔宇陀市大宇陀〕 - 覚恩寺所在（牧区所有）
- 室生寺五重塔（むろうじごじゅうのとう）〔宇陀市室生〕 - 国宝
- 室生寺五輪塔
- 室生寺金堂 - 国宝
- 室生寺納経塔
- 室生寺本堂（灌頂堂） - 国宝
- 室生寺御影堂
- 室生寺弥勒堂
- 佛隆寺石室〔宇陀市榛原〕

## 生駒市
- 円証寺五輪塔
- 円証寺本堂
- 圓福寺宝篋印塔 2基
- 圓福寺本堂
- 高山八幡宮本殿
- 長弓寺本堂 - 国宝
- 長福寺本堂
- 宝篋印塔〔生駒市〕 - 往生院所在（有里外九カ大字所有[1]）
- 宝山寺獅子閣
- 宝幢寺本堂（ほうどうじほんどう）

## 大和郡山市
- 額安寺五輪塔（かくあんじごりんとう） 8基〔大和郡山市〕[2]
- 春日神社本殿〔大和郡山市〕 - 矢田寺境内
- 旧岩本家住宅（旧所在 奈良県宇陀郡室生村）〔大和郡山市〕 - 奈良県立民俗博物館所在
- 旧臼井家住宅（旧所在 奈良県高市郡高取町） 2棟〔大和郡山市〕 - 奈良県立民俗博物館所在
  - 主屋
  - 内蔵
- 小泉神社本殿〔大和郡山市〕
- 五輪塔覆堂〔大和郡山市〕 - 筒井順慶墓所
- 慈光院 2棟〔大和郡山市〕
  - 書院
  - 茶室
- 松尾寺本堂〔大和郡山市〕
- 矢田坐久志玉比古神社（やたにいますくしたまひこじんじゃ） 2棟〔大和郡山市〕
  - 本殿
  - 末社八幡神社社殿

## 天理市
- 石上神宮摂社出雲建雄神社拝殿（いそのかみじんぐうせっしゃいずもたけおじんじゃはいでん）〔天理市〕 - 国宝
- 石上神宮拝殿 - 国宝
- 石上神宮楼門
- 長岳寺五智堂（真面堂）（ちょうがくじごちどう（まめんどう））〔天理市〕
- 長岳寺旧地蔵院 2棟 
  - 本堂
  - 庫裏
- 長岳寺楼門
- 天皇神社本殿〔天理市〕
- 和爾下神社本殿（わにしたじんじゃほんでん）〔天理市〕

## 桜井市
- 大神神社三ツ鳥居〔桜井市〕
- 大神神社摂社大直禰子神社社殿（おおみわじんじゃせっしゃおおたたねこじんじゃしゃでん）
- 大神神社拝殿
- 談山神社 13棟〔桜井市〕 - 明細は談山神社参照
- 談山神社権殿（たんざんじんじゃごんでん）
- 談山神社十三重塔
- 談山神社摩尼輪塔（たんざんじんじゃまにりんとう）
- 白山神社本殿〔桜井市〕 - 安倍文殊院参照
- 長谷寺 10棟〔桜井市〕 - 一部国宝
  - 本堂 - 国宝
  - （ほか9棟） - 明細は長谷寺参照
- 長谷寺本坊 8棟〔桜井市〕 - 明細は長谷寺参照

## 県下その他
- 天神社本殿〔山辺郡山添村〕
- 藤田家住宅〔生駒郡平群町〕
- 八幡神社本殿〔生駒郡三郷町〕
- 中家住宅（奈良県生駒郡安堵村） 9棟、土地〔生駒郡安堵町〕
  - 主屋
  - 新座敷
  - 表門
  - 米蔵
  - 新蔵
  - 乾蔵
  - 米蔵及び牛小屋
  - 持仏堂
  - 持仏堂庫裏
- 富貴寺本堂（ふきじほんどう）〔磯城郡川西町〕
- 百濟寺三重塔（くだらじさんじゅうのとう）〔北葛城郡広陵町〕
- 岡寺書院〔高市郡明日香村〕
- 岡寺仁王門
- 於美阿志神社石塔婆（おみあしじんじゃせきとうば）〔高市郡明日香村〕
- 南法華寺三重塔〔高市郡高取町〕
- 南法華寺礼堂（みなみほっけじらいどう）
- 不動院本堂〔大和高田市〕
- 五輪塔〔葛城市〕 - 當麻北共同墓地内所在（個人所有）
- 當麻奥院（たいまおくのいん） 3棟〔葛城市〕 - 當麻寺参照
  - 本堂
  - 方丈
  - 鐘楼門
- 當麻寺講堂
- 當麻寺金堂
- 當麻寺西塔 - 国宝
- 當麻寺東塔 - 国宝
- 當麻寺本堂（曼荼羅堂） - 国宝
- 當麻寺薬師堂
- 中之坊書院〔葛城市〕 - 當麻寺参照
- 博西神社本殿（はかにしじんじゃほんでん） 2棟〔葛城市〕
- 村井家住宅（奈良県北葛城郡新庄町） 3棟〔葛城市〕
  - 主屋
  - 表門
  - 内蔵
- 安楽寺塔婆（三重塔初層）〔御所市〕
- 高鴨神社本殿〔御所市〕
- 中村家住宅（奈良県御所市名柄）〔御所市〕
- 榮山寺七重塔（石塔）〔五條市〕
- 榮山寺八角堂 - 国宝
- 春日神社本殿〔五條市〕
- 栗山家住宅（奈良県五條市五条）〔五條市〕
- 御霊神社（ごりょうじんじゃ） 3棟〔五條市中之町〕
  - 本殿
  - 境内社早良神社本殿
  - 境内社他戸神社本殿
- 西田家住宅（奈良県吉野郡西吉野村）〔五條市〕
- 堀家住宅（奈良県吉野郡西吉野村）〔五條市〕
- 金峯山寺銅鳥居（きんぷせんじどうとりい）〔吉野郡吉野町〕
- 金峯山寺二王門 - 国宝
- 金峯山寺本堂 - 国宝
- 宝篋印塔〔吉野郡吉野町〕 - 山口薬師堂
- 吉水神社書院〔吉野郡吉野町〕
- 吉野水分神社（よしのみくまりじんじゃ） 6棟〔吉野郡吉野町〕 - 明細は吉野水分神社参照
- 大峰山寺本堂（おおみねさんじほんどう）〔吉野郡天川村〕
- 鳳閣寺廟塔〔吉野郡黒滝村〕
- 玉置神社社務所及び台所（たまきじんじゃしゃむしょおよびだいどころ）（1棟）〔吉野郡十津川村〕
- 十二社神社本殿 1棟〔大和高田市〕
- 吉野神宮 26棟3基〔吉野郡吉野町〕